# Мустафаев, Хаял Авяз оглы
Хая́л Авяз оглы Мустафа́ев (азерб. Mustafayev Xəyal Əvəz oğlu; 27 декабря 1980, Гянджа) — азербайджанский футболист, полузащитник.

## Биография
Хаял Мустафаев родился 27 декабря 1980 в городе Гянджа, Азербайджанская ССР. В футбол начал играть в возрасте 10 лет в Туркменистане, в городе Бюзменгресс (ныне Бюзмейин). В 1992 году вместе с семьёй вернулся в Гянджу. Первым тренером был его отец, а затем Фуад Исмайлов.
С 2006 года защищает цвета команды азербайджанской премьер-лиги — «Интер» (Баку). Ранее выступал за клубы СКА (Баку), «Кяпаз» (Гянджа), «Хазар» (Сумгаит), «Туран» (Товуз) и «Олимпик» (Баку).

## Достижения
«Интер» (Баку)
- Чемпион Азербайджана (2): 2007/08, 2009/10
- Серебряный призёр чемпионата Азербайджана (1): 2008/09
- Бронзовый призёр чемпионата Азербайджана (1): 2011/12
- Финалист Кубка Азербайджана (2): 2008, 2009